# Square Enix
Square Enix Holdings Co., Ltd. (jap. 株式会社スクウェア・エニックス・ホールディングス Kabushiki-gaisha Sukuea Enikkusu Hōrudingusu) – japońska firma zajmująca się produkcją i wydawaniem gier komputerowych, a także mang i anime. Firma powstała 1 kwietnia 2003 w wyniku połączenia Square Co., Ltd. i Enix, przez co wielu uznało to za żart primaaprilisowy. Oficjalnie to Enix wchłonęło Square, jednak prezesem nowej firmy został Yoichi Wada, ówczesny prezes Square Co., Ltd.
Byli pracownicy firmy to m.in.: Hironobu Sakaguchi, Nobuo Uematsu i Yoshitaka Amano. Obecnie pracują oni w Square na zasadach umowy zlecenia.
W marcu 2009 brytyjskie przedsiębiorstwo Eidos Interactive zostało zakupione przez Square Enix.

## Manga
Czasopisma wydawane przez Square Enix
- Gekkan Shōnen Gangan (1991–)
- Gekkan GFantasy (1993–)
- Young Gangan (2004–)
- Gangan Online (2008–)
- Gekkan Gangan Joker (2009–)
- Gekkan Big Gangan (2010–)

Magazyny, których publikacja została wstrzymana
- Gangan Powered (2001–2009)
- Gekkan Gangan Wing (1996–2009)

## Wybrane tytuły
- Final Fantasy – gra typu jRPG licząca ponad 18 części
- Dragon Quest – gra jRPG
- Kingdom Hearts – gra action RPG tworzona we współpracy z Disney
- Front Mission – gra strategiczna mająca swoje korzenie w prawdziwym świecie
- Star Ocean
- Fullmetal Alchemist – gra, serial anime oraz manga traktująca o alchemii
- Chrono Trigger – gra jRPG na konsolę Super Nintendo, stworzona z pomocą Akiry Toriyamy, twórcy mang m.in.: Dragon Ball, oraz jej kontynuacja Chrono Chross na konsole Playstation
- Deus Ex: Bunt ludzkości
- Sleeping Dogs
- Tomb Raider (2013)
- Life is Strange
- Rise of the Tomb Raider